# Edward Taraszkiewicz

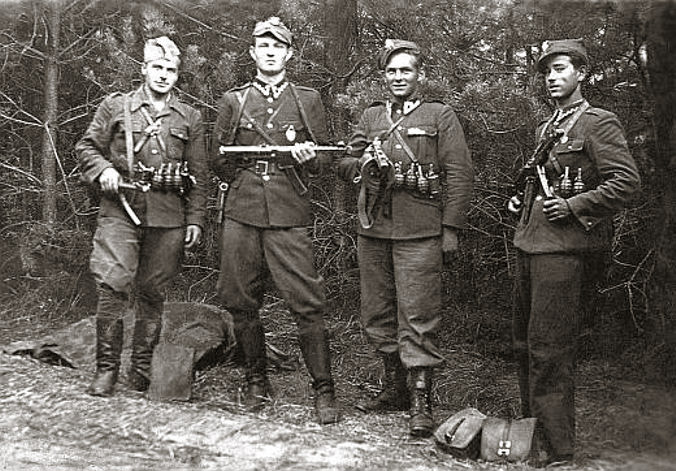
Żołnierze powojennej partyzantki antykomunistycznej. Od lewej: Henryk Wybranowski „Tarzan”, Edward Taraszkiewicz „Żelazny”, Mieczysław Małecki „Sokół” i Stanisław Pakuła „Krzewina” (czerwiec 1947)

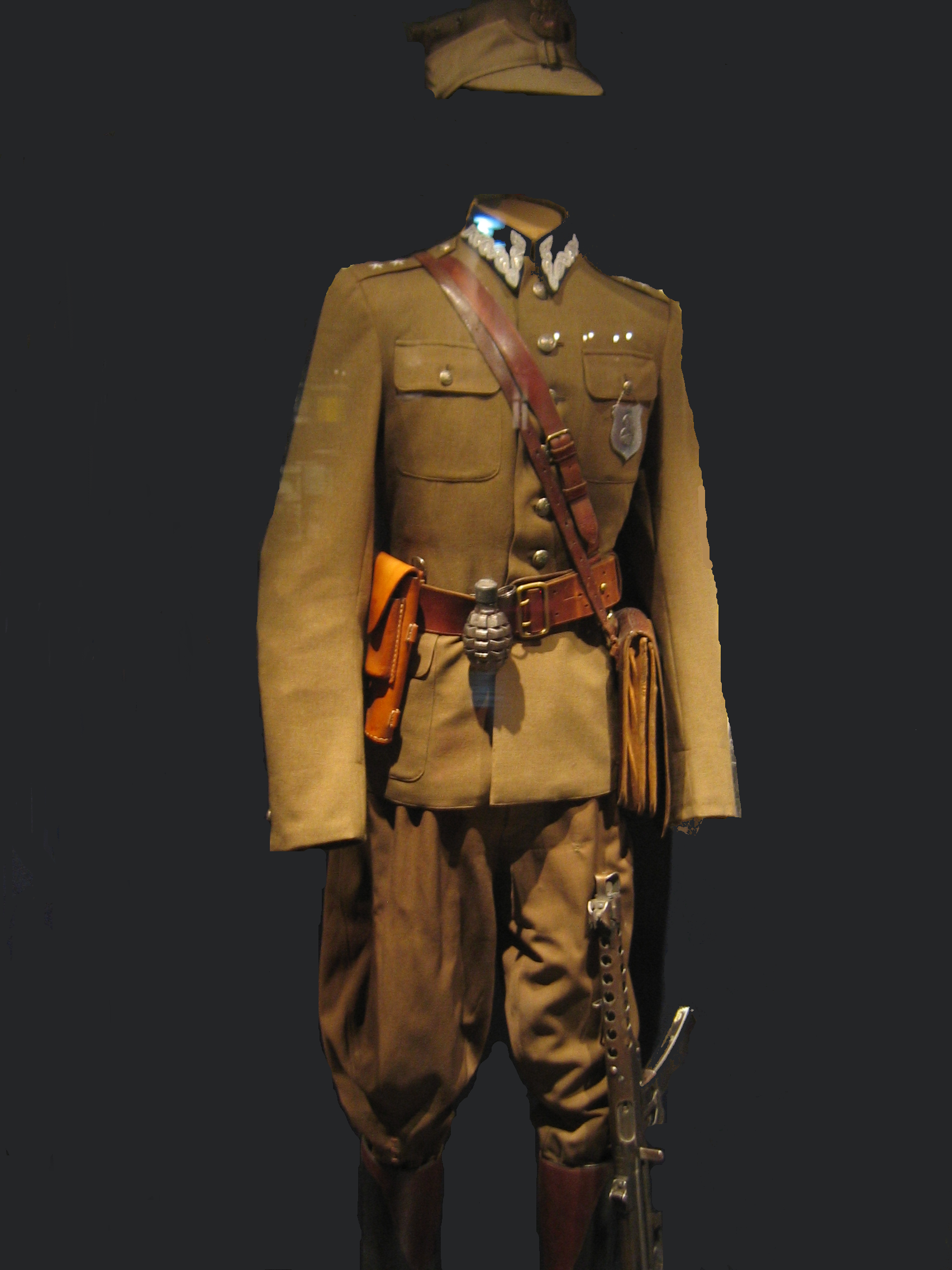
Mundur ppor. Edwarda Taraszkiewicza

Edward Taraszkiewicz ps. „Żelazny” (ur. 22 stycznia 1921 w Duisburgu, zm. 6 października 1951 w Zbereżu nad Bugiem) – dowódca lotnych oddziałów partyzanckich Zrzeszenia Wolność i Niezawisłość działający na ziemi chełmsko-włodawskiej.

## Życiorys
Urodził się w rodzinie robotniczej, miał czworo rodzeństwa. Ukończył szkołę powszechną we Włodawie, gdzie zastał go wybuch II wojny światowej.
W 1940 za nielegalne posiadanie broni został wysłany na roboty przymusowe do III Rzeszy. Pracował w Querfurcie. Na początku 1945 powrócił z robót przymusowych i podjął działania w strukturach obwodu Włodawa Inspektoratu Chełm AK-DSZ-WiN. W lipcu 1945 został osobistym sekretarzem i adiutantem por. Klemensa Panasiuka „Orlisa”, a następnie zastępcą dowódcy w oddziale swojego brata ppor. Leona Taraszkiewicza „Jastrzębia”. Oddział rozrastał się z tygodnia na tydzień i oprócz walki z komunistyczną władzą zajmował się zwalczaniem pospolitych bandytów nękających miejscową ludność.
5 lutego 1946 oddział „Jastrzębia” opanował na kilka godzin miasto Parczew, w którym dokonał aprowizacji, zabił milicjanta oraz 3 Żydów w służbie MO. Informacje o ukaraniu ludności żydowskiej za terroryzowanie Polaków pojawiają się w spisanej w 1948 Kronice oddziału Żelaznego, gdzie jeden z autorów tekstu opisuje tło społeczno-ekonomiczne oraz plan ataku na struktury aparatu bezpieczeństwa podległego władzy ludowej w Parczewie. W następnych dniach stoczył walkę i zmusił do wycofania 70-osobową pościgową grupę operacyjną KBW i UB. 1 lutego doszło do starcia z oddziałem KBW przeprowadzającym obławę w okolicy wsi Marianka, w której to walce zginęło kilkunastu żołnierzy oddziału, a do niewoli dostało się dwóch oficerów i 12 szeregowych.
17 lipca doszło do wydarzenia bez precedensu, kiedy to wraz z oddziałem Stefana Brzuszka „Boruty” z NSZ, w zasadzce na trasie Chełm-Lublin zatrzymał samochód, którym podróżowała siostra Bolesława Bieruta, Zofia Malewska z mężem, synem i synową. „Jastrząb” nakazał uwięzić rodzinę Bieruta, jednak spowodowało to przysłanie w teren 72 wagonów KBW i w związku z tym, z polecenia komendanta obwodu Włodawa kpt. Zygmunta Szumowskiego „Komara”, zatrzymani zostali zwolnieni.
22 października wraz z oddziałem Józefa Struga „Ordona”, w ciągu jednego dnia zdobył posterunki MO w Milejowie, Łęcznej i Cycowie, rozbroił oddział WOP na trasie Włodawa-Chełm, a następnie wjechał i opanował Włodawę, gdzie zajął posterunek MO i rozbił siedzibę Powiatowego Urzędu Bezpieczeństwa Publicznego uwalniając 65 więźniów. W listopadzie 1946 połączone oddziały „Jastrzębia”, „Ordona” i kpt. Zdzisława Brońskiego „Uskoka”, w okolicach Świerszczowa pow. Łęczna, stoczyły bitwę z grupą operacyjną KBW, w trakcie której zginęło 18 żołnierzy KBW, a 32 zostało rannych.
Po śmierci brata Edward Taraszkiewicz przejął funkcje komendanta oddziału WiN Obwodu Włodawa i w późniejszym okresie mianowany został ppor. czasu wojny Jako zwolennik kontynuowania zbrojnego oporu, nie skorzystał z amnestii z lutego 1947 i wiosną ponownie rozpoczął walkę. W 1947 jego oddział przeprowadził wiele akcji bojowo-dywersyjnych i likwidacyjnych, m.in. 22 kwietnia 1947 odnotował spektakularny sukces w spotkaniu pod wsią Białka z grupą operacyjną PUBP we Włodawie dowodzoną przez ppor. Konasiuka (w starciu zginęło 4 żołnierzy KBW i dowodzący grupą oficer UBP, rany odniosło 4 żołnierzy KBW i 3 funkcjonariuszy MO). Partyzanci, którzy zostali panami placu boju, opatrzyli rannych przeciwników oraz zabili zdrajcę, który prowadził grupę operacyjną. 25 kwietnia 1947 urządził zasadzkę na grupę operacyjną MO, UB i KBW w pobliżu wsi Uhnin, w nocy z 2 na 3 lipca przeprowadził wspólnie z połączonymi oddziałami Józefa Struga „Ordona” i Stanisława Kuchcewicza „Wiktora” akcję pacyfikacyjną we wsi Puchaczów, gdzie rozstrzelano 21 mieszkańców, w odwecie za wydanie UB i w efekcie śmierć trzech partyzantów kpt. Zdzisława Brońskiego „Uskoka”. Wiosną 1948 „Żelazny” rozpoczął budowę rozległej siatki terenowej, której placówki zostały zorganizowane w pow. Włodawa, Chełm, Lubartów i Parczew. Dzięki takiej organizacji jego oddział przetrwał do października 1951.
Jesienią 1948 podporządkował się dowódcy oddziałów zbrojnych Lubelszczyzny, kpt. Zdzisławowi Brońskiemu „Uskokowi”, który przejął tę funkcję z rąk mjr. cc Hieronima Dekutowskiego „Zapory”, i do samobójczej śmierci „Uskoka”, 21 maja 1949 w otoczonym przez UB bunkrze w Dąbrówce pow. Łęczna, działał w ramach podległych mu patroli. W latach 1949–1951 jego oddział cały czas wykazywał dużą aktywność bojową, m.in. 25 października 1949 na stacji kolejowej w Stulnie zdobyto bez strat własnych 1,5 mln złotych oraz teczkę z tajnymi dokumentami chełmskiego i włodawskiego UB, przeznaczoną dla Wojewódzkiego Urzędu Bezpieczeństwa Publicznego w Lublinie. Dokumenty zawierały wykaz i krótką charakterystykę informatorów, agentów i działaczy komunistycznych z Podlasia i pozwoliły „Żelaznemu” na zabicie wielu z nich. Do najbardziej spektakularnej akcji oddziału, już tylko czteroosobowego, doszło 29 maja 1951 w pobliżu wsi Wytyczno, kiedy to zastrzelono znanego działacza PPR i PZPR, byłego przewodniczącego Wojewódzkiej Rady Narodowej w Lublinie – Ludwika Czugałę i tego samego dnia, w rajdzie po pow. włodawskim zabito czterech działaczy komunistycznych.
Edward Taraszkiewicz „Żelazny” był, obok kpt. Zdzisława Brońskiego „Uskoka” i sierż. Jana Leonowicza „Burty” najbardziej poszukiwanym żołnierzem podziemia na Lubelszczyznie. W czerwcu 1951 powołano do likwidacji grupy „Żelaznego” specjalną grupę operacyjną KBW krypt. „W”, w której skład weszły cztery baony piechoty. W wyniku zakrojonej na szeroką skalę kilkumiesięcznej gry operacyjnej, ustalono miejsce pobytu „Żelaznego” i jego trzech ostatnich żołnierzy w Zbereżu n. Bugiem, pow. Włodawa, i 6 października 1951 800-osobowa obława UB i KBW dowodzona przez majora UB Jana Wołkowa otoczyła zabudowania rodziny Kaszczuków, w których przebywali partyzanci. Przebijając się z okrążenia, przerwali dwa pierścienie obławy, zdobyli łazika, lecz w trakcie odskoku natknęli się na sztab dowodzenia operacją i tam, nadal się ostrzeliwując (według raportu sporządzonego przez WUBP w Lublinie grupa operacyjna straciła 4 zabitych i 3 rannych, w tym 3 zabitych i 3 rannych żołnierzy KBW i 1 zabitego funkcjonariusza UB (byłego zastępcę szefa Wydziału III WUBP w Lublinie), zginęli w walce: Edward Taraszkiewicz „Żelazny” i Stanisław Torbicz „Kazik”. Dwóch pozostałych partyzantów ujęto, w procesie skazano na śmierć i w 1953 stracono. W trakcie działań Grupy Operacyjnej UB-KBW zostali zabici również Natalia i Teodor Kaszczukowie, małżeństwo, w których domu ukrywali się partyzanci. Po obławie ciało „Żelaznego” zostało przewiezione do PUBP we Włodawie i pochowane w nieznanym miejscu. Dopiero w czerwcu 2007 znaleziono prawdopodobnie miejsce, gdzie leży. W 1991 w Zbereżu odsłonięto kapliczkę i symboliczną tablicę pamiątkową ku czci ppor. cz.w. Edwarda Taraszkiewicza „Żelaznego”.

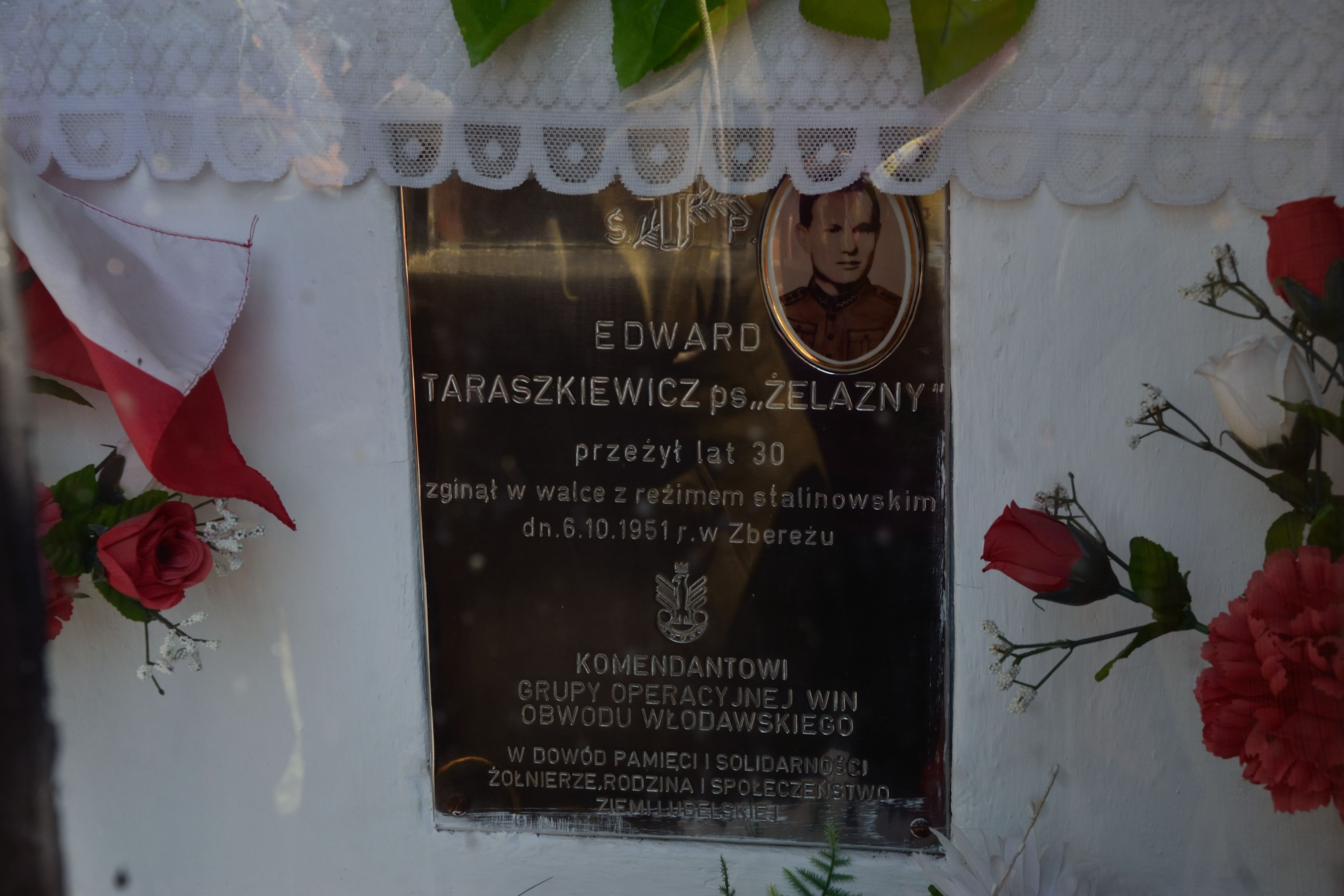
Zbereże – tablica pamięci Edwarda Taraszkiewicza ps. „Żelazny”

## Odznaczenia
- Krzyż Wielki Orderu Odrodzenia Polski – 20 sierpnia 2009 (pośmiertnie postanowieniem prezydenta Lecha Kaczyńskiego „za wybitne zasługi dla niepodległości Rzeczypospolitej Polskiej”)[3].